# Issuu
Issuu es un servicio en línea que permite la visualización de material digitalizado, como libros, documentos, números de revistas, periódicos, y otros medios impresos de forma realista y personalizable. El servicio que ofrece Issuu en el área de publicación se puede comparar con lo que Flickr hace para compartir fotografías, y lo que YouTube hace para compartir vídeo. El material subido al sitio es visto a través de un navegador web y está hecho para parecerse lo más posible a una publicación impresa, con un formato que permite la visualización de dos páginas a la vez (como un libro o una revista abiertos) y una vuelta a la página animada. Aunque los documentos en Issuu están diseñados para verse en línea, es posible guardar una copia de ellos.[cita requerida]
La compañía fue fundada en 2006, y el servicio comenzó en diciembre de 2007. Issuu fue seleccionada como uno de los 50 mejores sitios de 2009 por la revista Time a la vez que fue homenajeada por los Premios Webby en el mismo año. Algunos clientes notables de Issuu son el Banco Mundial, la casa de publicaciones Routledge y la Universidad de Cambridge En diciembre de 2008 lanzaron Smart Look, que le permite a otros sitios convertir sus documentos alojados en ediciones digitales. De esta forma, los lectores no tienen que descargar el documento para leerlo.